# Olympische Winterspiele 1998/Teilnehmer (Irland)
| Gelbes Symbol für Goldmedaillen mit stilisierten Olympischen Ringen | Graues Symbol für Silbermedaillen mit stilisierten Olympischen Ringen | Braundes Symbol für Bronzemedaillen mit stilisierten Olympischen Ringen |
| ------------------------------------------------------------------- | --------------------------------------------------------------------- | ----------------------------------------------------------------------- |
| —                                                                   | —                                                                     | —                                                                       |

Irland nahm an den Olympischen Winterspielen 1998 mit sechs Athleten in zwei Sportarten teil.
Es war die zweite Teilnahme Irlands an Olympischen Winterspielen.

## Flaggenträger
Der Bobfahrer Terry McHugh trug die Flagge Irlands während der Eröffnungsfeier im Olympiastadion.

## Bob
Herren
- Irland I (Terry McHugh / Jeff Pamplin)
Zweierbob: 27. Platz

- Irland II (Peter Donohoe / Simon Linscheid)
Zweierbob: 35. Platz

- Irland (Simon Linscheid / Terry McHugh / Jeff Pamplin / Garry Power)
Viererbob: 30. Platz

## Ski Alpin
- Patrick-Paul Schwarzacher-Joyce
Abfahrt, Männer: 27. Platz
Kombination, Männer: 15. Platz